# フラットホワイト

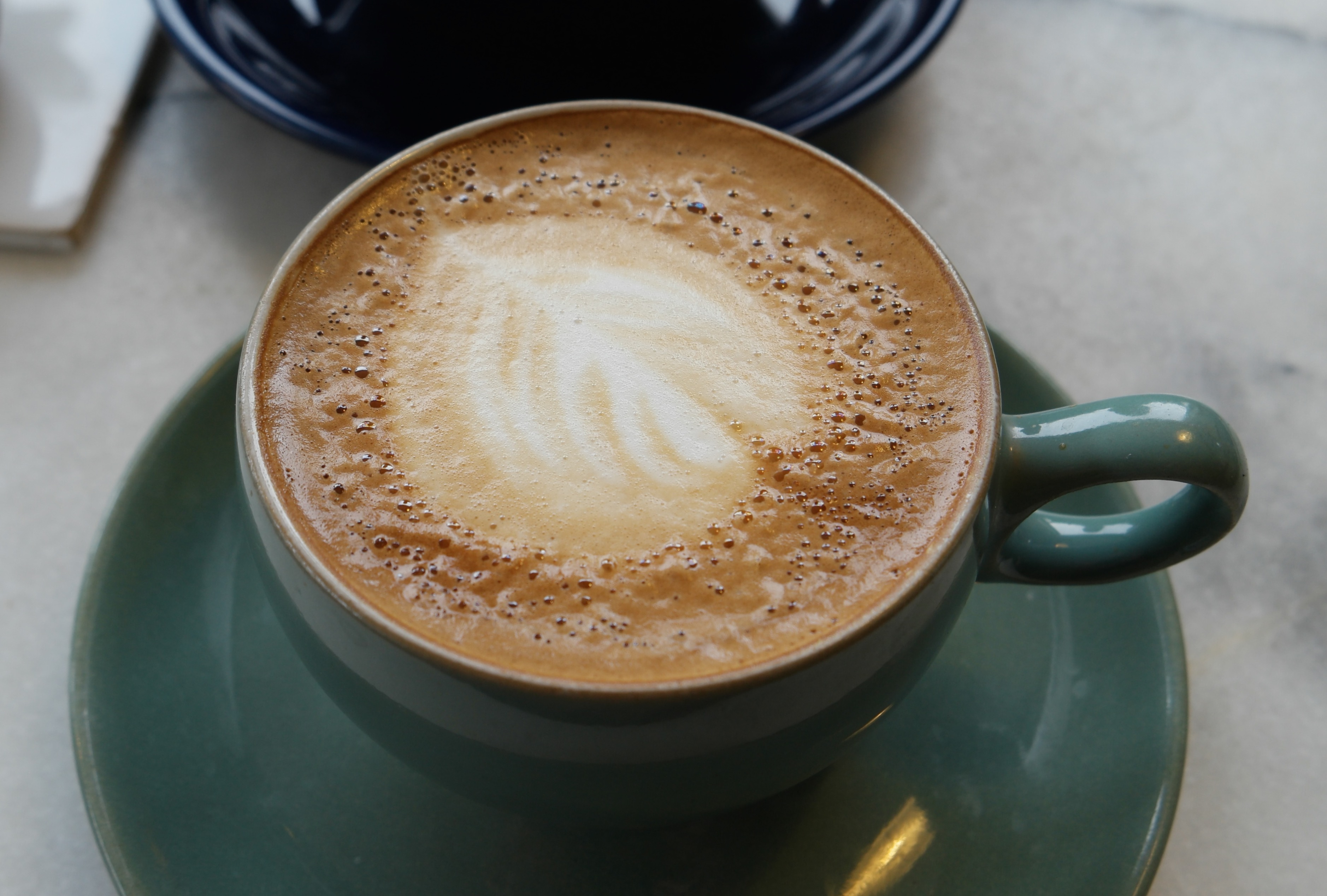
フラットホワイト

フラットホワイト（英: flat white）はオーストラリアやニュージーランドで一般的なエスプレッソベースのコーヒーである。
エスプレッソにきめ細やかに泡立てたスチームミルクを注ぎ、エスプレッソとミルクがよく混ざり合った飲みやすいコーヒーである。カフェ・ラッテやカプチーノと比べるとフォームの量が少なく、エスプレッソ版のカフェ・オ・レとも言える。表面がクレマで覆われており、一口目からエスプレッソが感じられるのが特徴である。